# Czasław (biskup krakowski)
Czasław (Cazlaus) herbu Turzyma – biskup krakowski na początku XII wieku.
O postaci tej nie ma prawie żadnych wiarygodnych przekazów historycznych. Wspominają o nim przelotnie Spisy skarbca i biblioteki kapitulnej krakowskiej (...datus est episcopatus venerabili viro Cazlao ab invictissimo duce polonorum Wladizlao). Zgodnie ze Spisami... został mianowany biskupem krakowskim przez księcia Władysława Hermana prawdopodobnie w r. 1101, po śmierci zmarłego biskupa Lamberta.
Według hipotezy Jana Długosza był jednym z dwóch polskich biskupów pozbawionych urzędu przez legata papieskiego Gwalona w 1103, co miało tłumaczyć jego nieobecność w późniejszych katalogach biskupów krakowskich. Hipoteza ta jest jednak trudna do przyjęcia, gdyż zarówno kronika Galla Anonima, jak i roczniki, wyraźnie wskazują, że następca Czasława, Francuz Baldwin, został konsekrowany na biskupa krakowskiego jeszcze zanim Gwalon został wysłany do Polski.
Kościelna tradycja przypisuje biskupowi Czasławowi polecenie sporządzenia pierwszego inwentarza skarbca katedralnego.
Tadeusz Wojciechowski w swej pracy z 1904 r. Szkice historyczne XI wieku wysuwa tezę, iż był on spokrewniony ze św. Stanisławem ze Szczepanowa.